# Hookstown
Hookstown és una població dels Estats Units a l'estat de Pennsilvània. Segons el cens del 2000 tenia 152 habitants.

## Demografia
Segons el cens del 2000, Hookstown tenia 152 habitants, 66 habitatges, i 48 famílies. La densitat de població era de 489,1 habitants per quilòmetre quadrat.
Dels 66 habitatges en un 21,2% hi vivien nens de menys de 18 anys, en un 56,1% hi vivien parelles casades, en un 10,6% dones solteres, i en un 25,8% no eren unitats familiars. En el 24,2% dels habitatges hi vivien persones soles el 12,1% de les quals corresponia a persones de 65 anys o més que vivien soles. El nombre mitjà de persones vivint en cada habitatge era de 2,3 i el nombre mitjà de persones que vivien en cada família era de 2,65.
Per edats la població es repartia de la següent manera: un 16,4% tenia menys de 18 anys, un 4,6% entre 18 i 24, un 21,7% entre 25 i 44, un 32,2% de 45 a 60 i un 25% 65 anys o més.
L'edat mediana era de 50 anys. Per cada 100 dones de 18 o més anys hi havia 84,1 homes.
La renda mediana per habitatge era de 27.500 $ i la renda mediana per família de 40.208 $. Els homes tenien una renda mediana de 47.969 $ mentre que les dones 25.000 $. La renda per capita de la població era de 16.499 $. Entorn del 4,3% de les famílies i el 6,6% de la població estaven per davall del llindar de pobresa.

## Poblacions més properes
El següent diagrama mostra les poblacions més properes.